# San Marino Stadium
San Marino Stadium – wielofunkcyjny stadion położony w mieście Serravalle w San Marino.
Stadion jest ulokowany tuż przy drodze SS72 - głównej arterii San Marino. Służy również jako stadion narodowy i jest obecnie używany głównie dla meczów piłki nożnej. Swoje mecze rozgrywają na nim reprezentacja San Marino w piłce nożnej oraz drużyna piłkarska San Marino Calcio, która występuje we włoskim systemie ligowym. Stadion może pomieścić 6664 widzów.
Do 2014 roku obiekt nosił nazwę Stadion Olimpijski w Serravalle (wł. Stadio Olimpico di Serravalle).